# Vincentia badia
Vincentia badia är en fiskart som beskrevs av Allen, 1987. Vincentia badia ingår i släktet Vincentia och familjen Apogonidae. Inga underarter finns listade i Catalogue of Life.